# Menschen Technik Wissenschaft

Der Wissenschafter Frank Klötzli und der TV-Journalist André Ratti 1974 bei der Vorbereitung einer Ökologiesendung

Menschen Technik Wissenschaft (MTW) war ein Wissenschaftsmagazins des Schweizer Fernsehens. Es wurde erstmals am 8. Januar 1975 als Naturwissenschaft Technik Medizin (NTM) auf dem Fernsehen DRS übertragen.
Die Sendung wurde alle zwei Wochen am Donnerstagabend ausgestrahlt und zuletzt von David Jans moderiert. Zu ihren Gründern gehörten unter anderem André Ratti und Kurth W. Kocher. Inhalte der einzelnen Sendebeiträge waren aktuelle Sachthemen der Wissenschaft wie Weltraummissionen oder neue Erkenntnisse zum Klimawandel. MTW gehörte jahrelang zu den populärsten Sendungen des Schweizer Fernsehens, im Rahmen von Umstrukturierungen des Senders wurde sie nach 32 Jahren am 29. März 2007 durch das Wissensmagazin Einstein ersetzt, das publikumsgerechtere Themen bringen sollte.